# Kali australis
Espèce
La Soude de Ruthénie, (Kali australis) est une plante de la famille des amaranthacées ou des chénopodiacées selon la classification classique de Cronquist (1981).

## Taxonomie
- Salsola australis R.Br., 1810
- Salsola pestifer A.Nelson, 1909
- Salsola pontica (Pall.) Degen, 1937
- Salsola ruthenica Iljin, 1934

## Noms vernaculaires
Cette plante est appelée communément « soude roulante » et également « boule du désert », « herbe roulante de Russie » et « chardon de Russie ».

## Famille
Elle fait partie de la famille des amaranthacées.

## Description
C'est une plante annuelle qui se reproduit seulement par germination (graines). Très touffue, buissonnante, épineuse, de 5 à 120 cm de hauteur et de diamètre souvent supérieur à la hauteur.

## Distribution
Elle est présente dans le sud-est de la France. Au Canada, on la trouve principalement en Ontario.